# 中国科学院大学工程科学学院
中国科学院大学工程科学学院是2015年中国科学院大学组建成立的学院。李家春院士担任院长，中国科学院力学研究所所长樊菁任常务副院长，中国科学院电工研究所所长肖立业、中国科学院工程热物理研究所副所长朱俊强、力学所副所长戴兰宏、国科大倪明玖教授任副院长。
中国科学院大学工程管理与信息技术学院是2012年中国科学院大学组建成立的学院，其前身为中国科学院研究生院计算与通信工程学院、工程教育学院。

## 组织结构
- 现代力学系
- 宇航工程科学系
- 海洋工程系
- 岩土力学与工程系
- 能源工程系
- 热科学与工程系
- 系统工程与工程管理系

## 历任院长
1. 第一任　2015年至今　院长：李家春 常务副院长：樊菁